# Bumbódromo
O Centro Cultural de Parintins, mais conhecido como Bumbódromo, é uma arena multiuso não esportiva sediada em Parintins, no estado brasileiro do Amazonas. É o local onde ocorre o tradicional Festival Folclórico de Parintins, uma das mais importantes festas populares do país, reconhecida como Patrimônio Cultural do Brasil pelo Instituto do Patrimônio Histórico e Artístico Nacional (IPHAN).

## História
Desde 1965, ano da primeira edição, o festival teve vários locais de disputa, como por exemplo a quadra da catedral de Nossa Senhora do Carmo, a quadra da extinta CCE e o estádio Tupy Cantanhede. Até que em 1987, o então governador Amazonino Mendes foi assistir o festival e prometeu construir um local do tamanho que o festival merecia.
O estádio foi inaugurado em 1988, durante o governo de Amazonino Mendes e mandato do prefeito Gláucio Gonçalves. A estrutura recebeu o nome de Centro Cultural Amazonino Mendes, porem teve que mudar algum tempo depois por conta da lei que proibia a atribuição de nome de pessoas vivas a elementos públicos.

## Formato
A arena tem o formato da cabeça de um touro, margeada por arquibancadas e setores de camarotes totalmente divididos em dois lados, que correspondem às torcidas dos bois Caprichoso e Garantido, cada um carregando a cor do boi correspondente. De maneira estrutural, a arena é assim dividida:
- Dois lances de arquibancada lateralizados, cada um de um lado, chamados de "Setor das Galeras" onde ficam os torcedores com entrada gratuita e que são pontuados pelos jurados. Para ingressar nestas arquibancadas, os torcedores enfrentam filas e são sempre os primeiros a chegar ainda durante o dia.
- Um lance de arquibancada centralizado, setorizado em "arquibancada especial" e "arquibancada central", devidamente dividido ao meio para as duas torcidas. Aqui, os presentes já pagam ingressos e têm entrada garantida independente do horário que tentem entrar no estádio.
- Dois pequenos lances de cadeiras numeradas, imediatamente abaixo dos setores das galeras, um de cada lado. Neste setor os ingressos costumam ser mais baratos que nas arquibancadas especiais e centrais.
- Diversos setores de camarotes em todos os pontos do estádio, sendo que os que estão no ponto mais alto, acima da arquibancada central, são os mais "nobres", que recebem autoridades, diretores, patrocinadores e vips.